# وروگایت
وروگایت (ارمنی: Որոգայթ؛ به معنی تله) یک مجموعه تلویزیونی جنایی ارمنستانی به کارگردانی پیش‌نویس:رومان موشغیان و آرمان گئورگیان و نویسندگی هاروتیون قوکاسیان می‌باشد. این مجموعه از روز ۹ فوریه ۲۰۰۸ از شانت تی‌وی شروع به نمایش درآمد. بیشتر داستان این مجموعه در ایروان در ارمنستان اتفاق می‌افتد.

## بازیگران[۱]
- هاروتیون موسیسیان در نقش هُوُ (هُوهانس) [الف], قهرمان اصلی
- آرام هوهانیسیان در نقش زاون[ب], یکی از مخالفان، مأمور سابق کاگ‌ب
- آرام میسکاریان در نقش گاریک[پ], محافظ هوهانس، نیروهای ویژه سابق
- گغام غاندیلیان در نقش گُکُر[ت], «دست راست» هوهانس
- آرتاوازد آراکلیان [ث] در نقش تیکو[ج], «دست راست» هوهانس
- آرامو گئورگیان در نقش آوو (آوت)[چ]
- آرمن ماروتیان در نقش وارطان[ح]
- گوژ مانوکیان در نقش واختانگ[خ]
- آیدا باباجانیان در نقش تامارا[د]
- سارگیس گریگوریان سارگیس گریگوریان (بازیگر) در نقش گُر[ذ]
- آرمن سوقویان [ر] در نقش مالخاس[ز]
- نارک قاپلانیان [ژ] در نقش آتُم[س]
- یلنا بوریسنکو [ش] در نقش نانه[ص]
- گاریک چپچیان در نقش یِرِم[ض]
- ساموئل اوهانیان در نقش کارو
- آرا کاراجیان در نقش میرو
- واهاگن سارگسیان در نقش تاتول
- ساموئل پیلویان در نقش آواگیان
- نارک کاپلانیان در نقش آتوم
- سارگیس هاکوبیان (هنرپیشه) در نقش واهرام
- آنژلا سارگسیان در نقش آناهیت
- ساتنیک آزاریان در نقش ایرا
- آزات گاسپاریان در نقش کلنل
- رازمیک آرویان در نقش
- آندرانیک خاچاطریان (هنرپیشه) در نقش داویت
- آلبرت صافاریان در نقش آرشاک
- آلا وارطانیان در نقش لوسینه

## حواشی
گغام غاندیلیان در روز ۲۳ ژوئن ۲۰۰۹ در در یک تصادف رانندگی در بزرگراه واغارشاپات-آرماویر وی به همراه آرام میسکاریان در سن ۳۴ سالگی کشته شدند.

## یادداشت
1. ↑  Հովհաննես
2. ↑  Զավեն
3. ↑  Գարիկ
4. ↑  Գոքոր
5. ↑  Արտավազդ Առաքելյան
6. ↑  Տիկո
7. ↑  Ավո
8. ↑  Վարդան
9. ↑  Վախթանգ
10. ↑  Թամարա
11. ↑  Գոռ
12. ↑  Արմեն Սողոյան
13. ↑  Մալխաս
14. ↑  Նարեկ Ղափլանյան
15. ↑  Ատոմ
16. ↑  Ելենա Բորիսենկո
17. ↑  Նանե
18. ↑  Երեմ